# Lawrence J. Flaherty

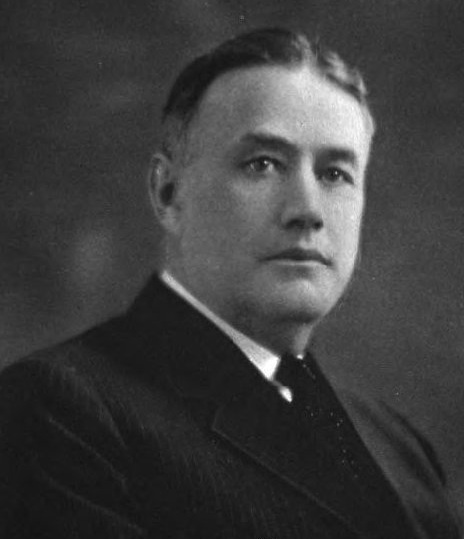
Lawrence J. Flaherty

Lawrence James Flaherty (* 4. Juli 1878 in San Mateo, Kalifornien; † 13. Juni 1926 in New York City) war ein US-amerikanischer Politiker. In den Jahren 1925 und 1926 vertrat er den Bundesstaat Kalifornien im US-Repräsentantenhaus.

## Werdegang
Im Jahr 1888 kam Lawrence Flaherty mit seinen Eltern nach San Francisco, wo er die öffentlichen Schulen besuchte. Danach absolvierte er eine Lehre als Maurer im Betonbau. Gleichzeitig begann er als Mitglied der Republikanischen Partei eine politische Laufbahn. Zwischen 1911 und 1915 saß Flaherty im Polizeiausschuss der Stadt San Francisco; von 1915 bis 1922 gehörte er dem Senat von Kalifornien an. Seit November 1921 bis zum 3. März 1925 leitete er die Bundeszollbehörde im Hafen von San Francisco.
Bei den Kongresswahlen des Jahres 1924 wurde Flaherty im fünften Wahlbezirk von Kalifornien in das US-Repräsentantenhaus in Washington, D.C. gewählt, wo er am 4. März 1925 die Nachfolge von Mae Nolan antrat. Er konnte seine bis zum 3. März 1927 laufende Legislaturperiode im Kongress aber nicht mehr beenden, da er bereits am 13. Juni 1926 in New York starb. Sein Mandat fiel nach einer Sonderwahl an Richard J. Welch.